# Vjetroelektrana Korlat
Vjetroelektrana Korlat je vjetroelektrana koja se većinom nalazi u Korlatu, naselju u Zadarskoj županiji. Ukupno odobrena snaga priključenja vjetroelektrane je 58 MW, a predviđeno je da godišnje proizvede oko 170 GWh struje, što je dovoljno za pola Zadarske županije. Sastoji se od 18 vjetroagregata pojedinačne instalirane snage 3,6 MW njemačke tvrtke Nordex, čime je druga najveća operativna vjetroelektrana u Hrvatskoj, nakon one na Jelinku, pored Trogira, koja ima 20. Prva je vjetroelektrana u HEP-ovom portfelju. VE Korlat nema status povlaštenog proizvođača, odnosno nema ugovor s Hrvatskim operatorom tržišta energije (HROTE). To će biti prva nova vjetroelektrana u Hrvatskoj koja će električnu energiju proizvoditi bez zajamčenog otkupa prema poticajnoj cijeni.
Gradnja je započela u lipnju 2019. godine. Vjetroelektrana je bila u probnom radu od prosinca 2020., a u travnju 2021. puštena je u trajni rad. Stupovi vjetroagregata Nordex N131/3600 visoki su 114 metara i imaju promjer rotora od 131 metra. VE Korlat lako se vidi s autoceste A1 i dominantna je u odnosu na obližnji krajolik.
Vjetroelektranu su 28. travnja 2021. godine pustili u redovni pogon predsjednik Vlade Andrej Plenković i predsjednik Uprave HEP-a Frane Barbarić.

## Vjetroelektrane u Hrvatskoj
Vjetroelektrane u Hrvatskoj su započele svoj razvoj još 1988. godine, kada je Končar postavio prvi vjetroagregat u brodogradilištu Uljanik, koji se i danas tamo nalazi, no onda je razvoj istoga obustavljen. Danas Končar ima postavljen prvi prototip svog modernog vjetroagregata na lokaciji Pometeno brdo u blizini Splita i pokušava uhvatiti korak s ostalim poznatim proizvođačima vjetroagregata.
Promatrajući karakteristike vjetra na prostoru Hrvatske, može se zaključiti da Hrvatska ima na desetke područja koja imaju zadovoljavajući vjetropotencijal za izgradnju elektrana. Mjerenja određenih karakteristika vjetra (brzina, smjer, učestalost) pokazala su kako je za iskorištavanje energije vjetra povoljnije područje Jadrana od kontinentalnog dijela Hrvatske. Stoga su prve hrvatske vjetroelektrane izgradene upravo na tom području.